# معركة عين شمس
معركة عين شمس أو معركة هليوبوليس هي أحد المعارك الحاسمة بين القوات العربية المسلمة والإمبراطورية البيزنطية التي تسيطر على الأراضي المصرية. مع أن المناوشات بين القوتين استمرت بعد هذه المعركة إلا أن لمعركة عين شمس دور كبير في كسر السيطرة البيزنطية على المنطقة ومكنت القوات المسلمة من فتح الشمال الأفريقي.

## قبل المعركة
سار عمرو بن العاص من بِلبيس مُتاخمًا للصحراء، فمرَّ بِمدينة عين شمس ثُمَّ هبط إلى قريةٍ على النيل اسمُها «أُم دنين»، وتقعُ إلى الشمال من حصن بابليون، وعسكر قريبًا منها. اشتهرت أُم دنين بِحصانتها، وكان يُجاورها مرفأ على النيل فيه سُفنٌ كثيرة، حتَّى أنها كانت تُعتبرُ ميناء قلب مصر، وما كان المُقوقس لِيرضى بِأن تقع في أيدي المُسلمين. وأدرك أخيرًا خطأ ما اتخذهُ من قرار الإحجام والتصدي للمُسلمين باكرًا حتَّى وصل خطرهم إلى قلب مصر، فغادر الإسكندريَّة إلى حصن بابليون لِيُدير العمليَّات العسكريَّة ويُشرف عليها، وحشد جيشًا استعدادًا للقتال. وجرت بين الجيش الإسلامي وحامية المدينة بعض المُناوشات على مدى عدَّة أسابيع لم تُسفر عن نتيجة حاسمة لِأيٍّ منهُما، إنَّما بدأ المُسلمون يشعُرون بِتناقص عددهم بمن كان يُقتل منهم في الوقت الذي لم يتأثر البيزنطيّون كثيرًا بِفُقدان بعض جُندهم، فاضطرَّ عمرو أن يُرسل إلى الخليفة عُمر في المدينة المُنوَّرة يستحثُّه في إرسال إمدادات على وجه السُرعة، فوعدهُ بذلك. والواقع أنَّ موقف عمرو كان حرجًا، فقد علم من خِلال العُيون التي بثَّها في المنطقة أنَّهُ لن يستطيع أن يُحاصر حصن بابليون أو يفتحه بمن بقي معهُ من الجُند، وبالتالي فتح مدينة منف المُتصلة به، كما أنَّهُ يتعذَّر عليه التراجع حتَّى لا يفُتَّ في معنويَّات جُنوده، فيُقوِّي عليهم عدُوِّهم، بالإضافة إلى أنَّهُ كان مُصرًّا على فتح منف، غير أنَّهُ كان لديه بصيصُ أمل من واقع وعد الخليفة بِإمداده بالمُساعدة. ودار في غُضون ذلك قتالٌ شديدٌ تحت أسوار أُم دنين، وكانت كفَّة الصراع مُتأرجحة بين النصر والهزيمة من واقع توازن القوى. لكنَّ الإمدادات تأخَّرت في الوُصول، وتضايق المُحاصرون، وكاد اليأسُ يدبُّ في نُفوسهم. ولمَّا كان فتح أُم دنين يُشكَّل ضرورةً قُصوى حتَّى يستفيد المُسلمين من السُفن الرَّاسية في المرفأ لاجتياز النهر، رأى عمرو أن يُشغل جُنوده بِنصرٍ آخر كسبًا للوقت حتَّى تصل الإمدادات، فقسَّم جُندهُ إلى مجموعتين: ترك إحداها في حصار أُم دنين، وقاد الأُخرى بنفسه إلى مدينة عين شمس.

## المعركة
كان من بين الجُنود الذين أرسلهم عُمر بن الخطَّاب عددٌ من كبار الصحابة، أمثال الزُبير بن العوَّام وعبادة بن الصَّامت، والمُقداد بن الأسود، ومسلمة بن مُخلَّد وغيرهم، فاغتبط المُسلمون بمقدمهم. وكان الهدف التالي لِعمرو فتح حصن بابليون، فعسكر في عين شمس واتَّخذها مقرًّا له، وراح يستعد لِمُهاجمة الحصن. والمعروف أنَّ موقع عين شمس يصلح لِأن يكون قاعدةً عسكريَّة، فهُو مُرتفع من الأرض يُحيطُ به سورٌ غليظ، ويسهُل الدفاع عنه، وتتوفَّر فيه المياه والمُؤن. وضع عمرو خطَّة تقضي باستفزاز الجُنود البيزنطيين وحملهم على الخُروج من حصن بابليون، لِيُقاتلهم في السهل خارج الأسوار. ويبدو أنَّ ثُيودور قائد الجيش البيزنطي شعر بالقُوَّة بما كان تحت إمرته من المُقاتلين، فخرج من الحصن على رأس عشرين ألفًا وسار بهم باتجاه عين شمس، وكانت على مسافة ستَّة أميال أو سبعة من المُعسكر الإسلامي؛ للاصطدام بالمُسلمين. وتلقَّى عمرو أنباء هذا الخُروج بِسُرورٍ بالغ، فعبَّأ قُوَّاته استعدادًا للقاء المُرتقب، ونفَّذ خطَّةً ذكيَّةً للاطباق على القُوَّات البيزنطيَّة، ففصل فرقتين من جيشه يبلغ عدد أفراد كُلٍ منها خُمسُمائة مُقاتل، وأرسل إحداهُما إلى أُم دنين، والأُخرى إلى مغار بني وائل (عند قلعة الجبل المُعاصرة) شرقي العبَّاسيَّة، وكانت بِقيادة خارجة بن حُذافة السهمي. وسار هو من عين شمس باتجاه القُوَّات البيزنطيَّة المُتقدِّمة، وتوقَّف في موضع العبَّاسيَّة الحالي ينتظر وُصول جُموع البيزنطيين لِيصطدم بهم. انتشرت القُوَّات البيزنطيَّة في السهل إلى الشمال الشرقي من الحصن، وإذ بلغهم خُروج المُسلمين من عين شمس، سُرّوا بذلك، وظنّوا أنَّهم ضمنوا النصر عليهم، فتعاهدوا على القتال حتَّى الموت، ولم يعلموا بِخطَّة عمرو العسكريَّة. ثُمَّ حدث اللقاء، وكان ذلك خِلال شهر شعبان سنة 19هـ المُوافق فيه شهر تمُّوز (يوليو) سنة 640م، ولعلَّهُ كان في مكانٍ وسط بين المُعسكرين الإسلامي والبيزنطي عند العبَّاسيَّة المُعاصرة. وأثناء احتدام القتال، خرج أفراد الكمين الذي أعدَّهُ عمرو، فاجتاحت فرقة خارجة مُؤخرة الجيش البيزنطي التي فُوجئت وأُخذت على حين غرَّة، فحلَّت بالروم كارثة إذ وقعوا بين فكيّ الكمَّاشة، وتولَّى جُنودهم الفزع ودبَّت الفوضى في صُفوفهم، فحاولوا الفرار نحو أُم دنين، فأطبقت عليهم الفرقة الأُخرى، وأضحوا بين ثلاثة جُيوش، فانحلَّ نظامهم، وإذ أدركوا أنَّ لا أمل لهم في المُقاومة والصُمود لاذوا بالفرار لا يلوون على شيء، ونجحت فئة قليلة منهم ببلُوغ الحصن وهلكت فئة كبيرة. ودخل المُسلمون إلى أُم دنين مرَّة أُخرى، ووطدوا أقدامهم على ضفاف النيل. عندما بلغت أنباء الهزيمة من بِحصن بابليون من الجُند الروم خافوا على أنفُسهم، ففرَّ بعضهم عبر النهر إلى مدينة نقيوس إلى الشمال من منف، وبقي بعضُهم الآخر في الحصن للدفاع عنه. استغلَّ عمرو انتصاره الحاسم هذا، فنقل مُعسكره من عين شمس وضربهُ في شمالي الحصن وشرقه بين البساتين والكنائس، وهو المكان الذي عُرف فيما بعد بالفسطاط، ثُمَّ سار إلى مدينة منف واستولى عليها بدون قِتال. ولم يستطع الجيش البيزنطي الموجود في الحصن أن يمُد لها يد المُساعدة.